# Nullarbor Links
Nullarbor Links, est un parcours de golf australien de 18 trous par 72, considéré comme « le parcours de golf le plus long du monde », s'étendant de manière discontinue sur 1 365 km le long de l'Eyre Highway,, le long de la côte sud de l'Australie, dans deux États (Australie-Méridionale et Australie-Occidentale), traversant notamment la plaine de Nullarbor à la tête de la Grande Baie australienne,.

## Histoire
L'idée du parcours est venue d'Alf Caputo et Bob Bongiorno, tous deux actifs au sein de l'Eyre Highway Operators Association, autour d'une bouteille de vin rouge au Balladonia Roadhouse,. Bongiorno voulait encourager les conducteurs à faire des pauses, dépenser leur argent et éviter la fatigue au volant,.
Une étude de faisabilité a été achevée en septembre 2006 et le jeu public a commencé en août 2009. Le parcours a officiellement ouvert le 22 octobre 2009,,.
En 2022, plus de 20 000 voyageurs y avaient officiellement joué et acheté au début du parcours une carte de pointage à tamponner aux relais routiers en cours de route, ce qui leur permet en outre d'obtenir un certificat d'accomplissement après avoir joué les 18 trous dans l'ordre. Ils doivent en outre respecter un code vestimentaire et porter des chaussures, une chemise à col et un pantalon ou un short qui ne soit pas en jean.
Presque autant de voyageurs auraient également pratiqué sans se procurer de feuille de score, en s'arrêtant pour jouer un ou plusieurs trous au hasard, sans suivre l'ordre prévu.

## Parcours
Le parcours commence (selon le sens de la traversée) dans la ville minière de Kalgoorlie (Australie-Occidentale) et se termine dans la ville côtière de Ceduna (Australie-Méridionale).
Les trous sont constitués de greens à gazon artificiel. La distance moyenne entre les trous est de 66 kilomètres, le plus grand écart étant de près de 200 kilomètres.
Des aléas communs sont : corbeaux, émeus, kangourous, trois espèces de serpents venimeux mortels, aigles et trous de wombats,. Par ailleurs la température peut parfois atteindre les 50°C.

## Galerie

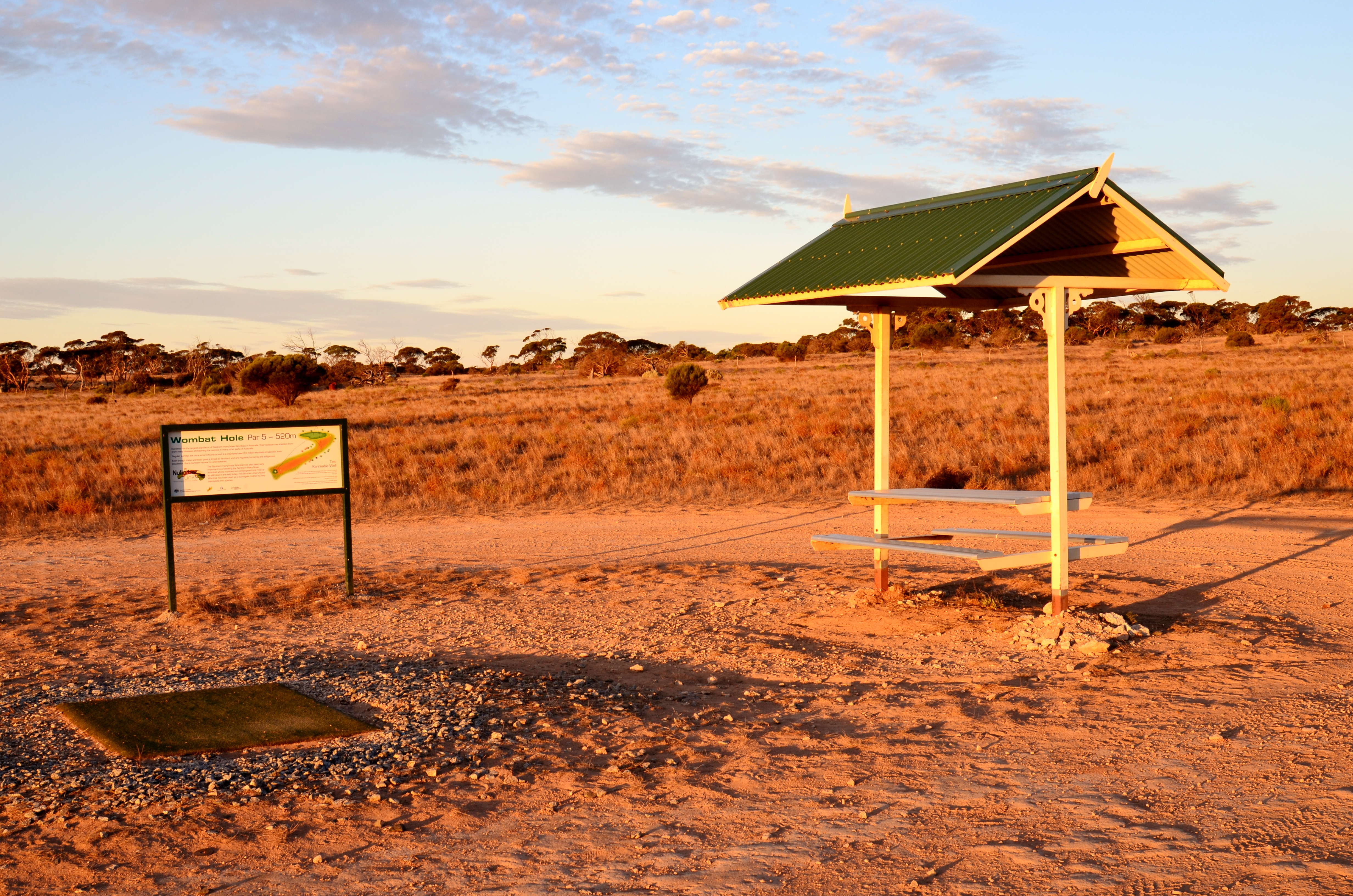
Wombat hole (départ)
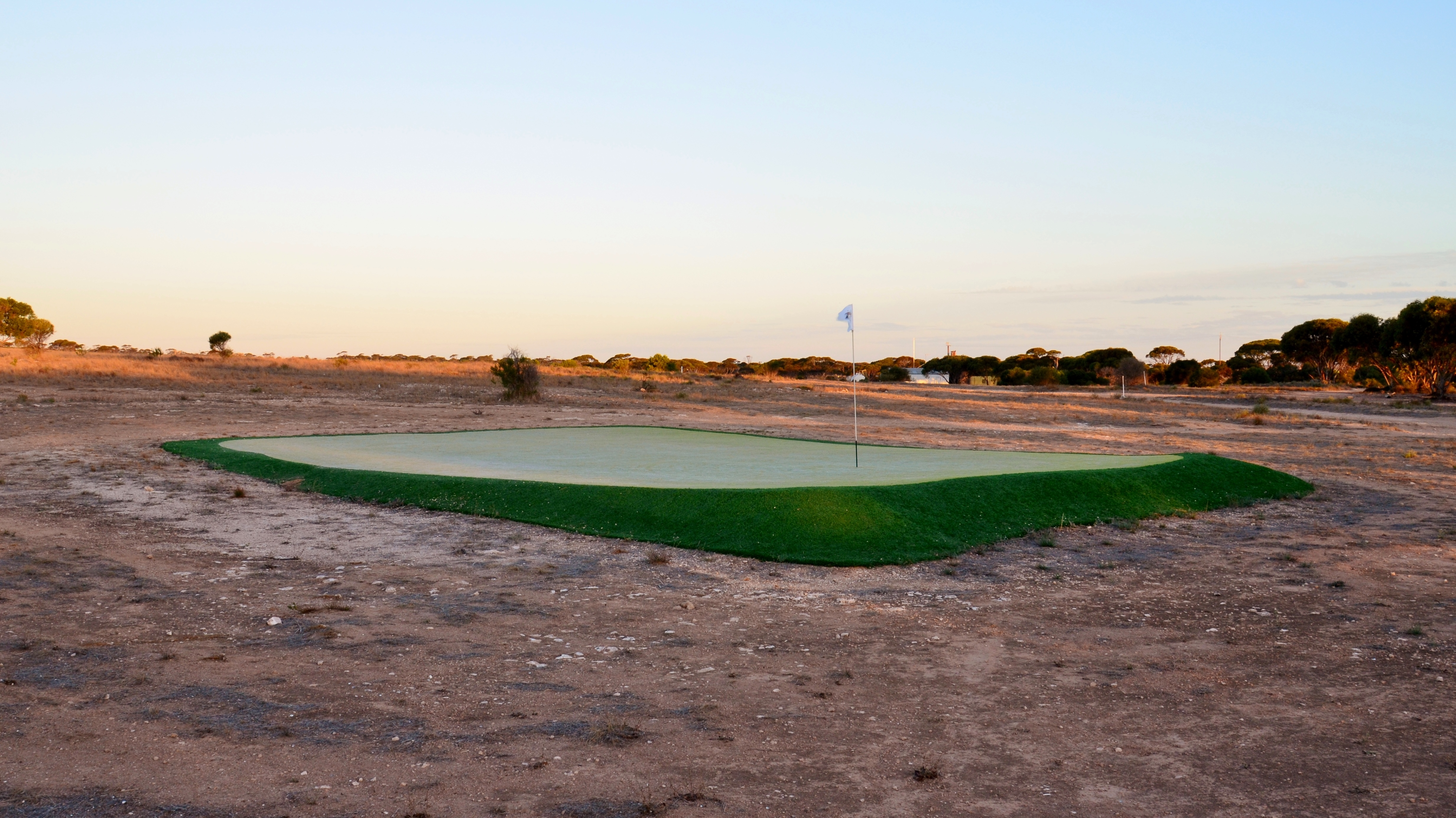
Wombat hole (green)